# Mayangan (Jogo Roto)
Mayangan is een bestuurslaag in het regentschap Jombang van de provincie Oost-Java, Indonesië. Mayangan telt 6809 inwoners (volkstelling 2010).